# Упоминание в депешах (Индия)
Упоминание в депешах (хинди मेन्शंड इन डिस्पैचैस, англ. Mentioned in dispatches) — военная государственная награда Индии, учреждённая 25 ноября 1950 года для награждения за выдающиеся заслуги и заслуги в боевых действиях, а также за проявления храбрости, которые не являются достаточно высокими, чтобы заслуживать награждения наградами за храбрость.

## История учреждения
Упоминание в депешах уходит своими корнями в британскую практику упоминать отличившихся воинов в донесениях, отправляемых в столицу Британской империи. До 1919 года имена отличившихся воинов публиковала The London Gazette. По итогам Первой мировой войны было принято решение подтверждать упоминание в депешах специальным сертификатом, а в 1920 был создан специальный знак, который получили право носить те, кто упоминался в донесениях в период Первой мировой войны, с 4 августа 1914 года по 10 августа 1920 года. Знак был выполнен в форме бронзового дубового листа, который носился под небольшим углом на ленте медали Победы.
25 ноября 1950 года указом Президента Индии был учреждена индийская награда, ставшая аналогом британской награды. Визуальным отличием стало использование в качестве знака награды листа лотоса, который носился на ленте соответствующей награды за компанию.

## Критерии награждения
Награда вручается:
- Военнослужащим Сухопутных войск, ВМС и ВВС Индии, включая резервистов, территориальную армию и ополчение.
- Медицинскому персоналу (в том числе сестринскому составу).
- Гражданским лицам, работающим с вооружёнными силами.

Основанием служат:
- Отличительная и заслуженная служба в оперативных зонах.
- Акты храбрости, не дотягивающие до уровня высших наград за доблесть.

Во время военных действий раз в шесть месяцев или чаще начальник штаба рода войск Индии направляет министру обороны список лиц, заслуживающих награды, в следующем формате:
Имею честь настоящим препроводить список офицеров, медсестер, других званий, рядовых, летчиков и гражданских лиц, которых я считаю достойными упоминания за их заслуги в период с _ по _.
Упоминание в депешах может быть многократным.

## Описание награды и порядок ношения
Награждённые получают право носить эмблему — лист лотоса, размещаемый на ленте медали за кампанию, в ходе которой было сделано упоминание. Награждение может быть посмертным. Если награда присваивается посмертно, то сертификат получает семья погибшего. Практика посмертного награждения отличает данную награду от большинства других наград за смелость перед лицом врага.
Каждому награждённому вручается сертификат следующего образца:
По приказу президента Республики Индии в «The Gazette of India» была опубликована депеша Главнокомандующего индийской армией/военно-морскими силами/военно-воздушными силами, в котором упоминается это имя.